# Kasteel van Montjardin

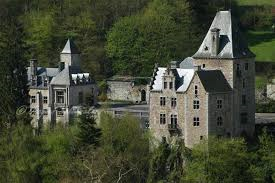

Het kasteel van Montjardin is een kasteel gelegen in het Belgische plaatsje Remouchamps (gemeente Aywaille). Het eerste kasteel, waarvan nu nog enkel de ruïnes te zien zijn, is gelegen naast de dorpen Remouchamps en Aywaille.
In de 12de eeuw werd er een wachttoren gebouwd iets boven de rivier Amblève en de toren werd uitgebreid tot een kasteel door de eeuwen heen. Vooral in de 16de eeuw en aan het eind van 19de eeuw werd het kasteel verbouwd.
In de 19de eeuw bouwde de eigenaar van die tijd, Xavier Chevalier de Theux, nog een tweede kasteel,  direct naast het andere. Maar dit laatste kasteel werd erg beschadigd tijdens de Tweede Wereldoorlog en uiteindelijk afgebroken in 1980. Vandaag kan men nog bijgebouwen zien van dit kasteel.
Sinds 1734 is het domein in handen van de familie Theux Montjardin.